# Wildeshausen
Wildeshausen is een stad in de Duitse deelstaat Nedersaksen. Het is de Kreisstadt van het Landkreis Oldenburg. De stad telt 20.454 inwoners. Naburige gemeenten zijn onder andere Dötlingen, Ganderkesee (dat tussen Wildeshausen en Bremen in ligt) en Großenkneten, dat ten westen van Wildeshausen ligt.

## Delen van de gemeente Wildeshausen
| - Aldrup - Aumühle - Bargloy - Bühren - Denghausen - Düngstrup - Garmhausen - Glane - Hanstedt - Heinefelde | - Hesterhöge - Holzhausen - Kleinenkneten - Lohmühle - Lüerte - Pestrup - Spasche - Thölstedt |

De bovengenoemde plaatsjes behoren tot de -de eigenlijke stad omringende- Landgemeinde. Op Aumühle (300 inwoners) na zijn het allemaal gehuchten met minder dan 200 inwoners.

## Ligging, verkeer, vervoer
Wildeshausen ligt aan de Hunte in het bosrijke, ietwat heuvelachtige Naturpark Wildeshausener Geest. De grond is van nature zandig, zodat rijke landbouwgronden van oudsher schaars waren. De vroegere heide is deels bebost, deels later in bemeste landbouwgrond omgezet.
Afrit 60 van de Autobahn A1, ca. 30 km ten zuidwesten van Bremen, ligt slechts 2 km ten noorden van het centrum. Via de Bundesstraße 213 noordoostwaarts rijdt men in 20 km naar Delmenhorst. In westelijke richting gaat het via de B213 naar de stad Cloppenburg en verder richting Nordhorn en Nederland.  Via de A1 kan men west- en zuidwaarts rijdend Osnabrück bereiken. Een goede tweestrooksweg van 30 km in noordwestelijke richting leidt naar afrit 16 van de A28, die enkele kilometers van de zuidelijke buitenwijken van Oldenburg ligt.
De plaatsen Bassum en Twistringen liggen beide ruim 20 km ten zuidoosten van Wildeshausen.
Wildeshausen heeft een spoorwegstation aan de spoorlijn van Delmenhorst naar Vechta.

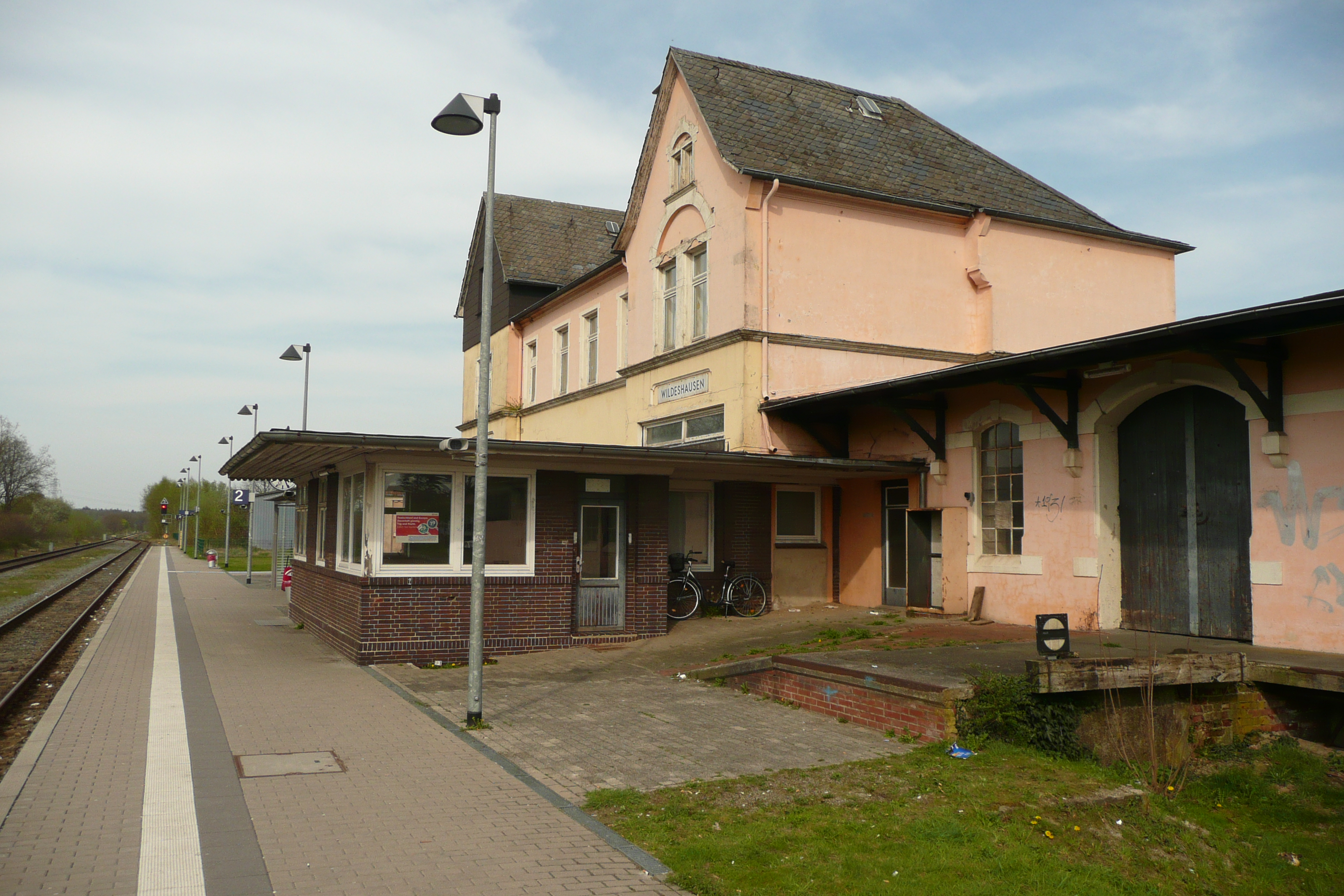
Station Wildeshausen (het is intussen gerenoveerd)
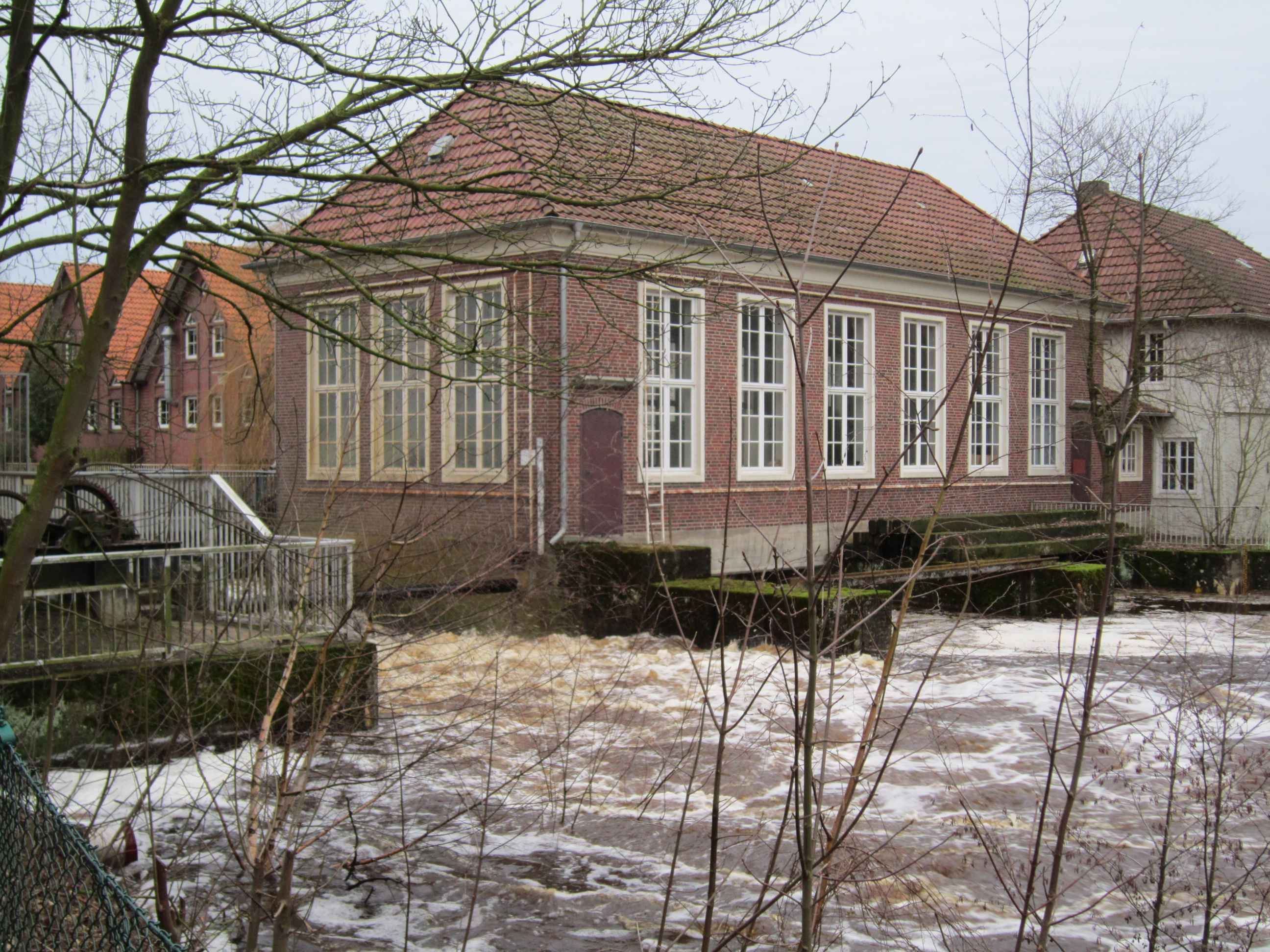
Elektrische centrale op waterkracht op de Hunte

## Geschiedenis
Uit de aanwezigheid van  talrijke ganggraven, hunebedden e.d. blijkt, dat de streek rond Wildeshausen in de Jonge Steentijd een belangrijk bevolkingscentrum van mensen van de Trechterbekercultuur was.
In de 8e eeuw leefden hier Saksen. Mogelijk heeft de stad haar naam (Wigaldinghus) te danken aan het huis van een nazaat van de Saksische leider Widukind, die Wigwald of Wigald heet. Deze naam betekent ongeveer: leider (walt)  in de strijd (wig). In de winter van 850/851 slaagde een andere nazaat van Widukind, Waltbert, erin, de relieken van St. Alexander van Rome in Rome in handen te krijgen. Hij liet deze naar Wildeshausen overbrengen. De miraculis sancti Alexandri  of Translatio Sancti Alexandri is een uit 863 daterend geschrift uit de Abdij van Fulda, dat hierover bericht. Dit oude document bevindt zich in een wetenschappelijke bibliotheek in de stad Hannover. De relieken werden in een passende omgeving, het Alexandersticht met kloosterkerk, ondergebracht. Hieromheen ontwikkelde zich in de middeleeuwen het stadje.
Wildeshausen was ook van belang, omdat men in de stad vanuit  de Hanzesteden Lübeck, Hamburg en Bremen de Hunte moest oversteken in een handelsweg, die naar Osnabrück liep en vandaar westwaarts richting o.a. Deventer, Gent en Brugge, en zuidoostwaarts naar o.a. Soest  en Keulen.
In 1140 kwam Wildeshausen aan de Wildeshausener tak van het Graafschap Oldenburg, en in 1270 aan het Aartsbisdom Bremen. De plaats kreeg in datzelfde jaar een herziening van de al 40 jaar eerder verleende stadsrechten, naar Bremer model. In 1282 kwam de stadsommuring gereed. In 1403 werd de binnen de stad belangrijke schutterij opgericht.
In de late middeleeuwen kwam Wildeshausen aan het prinsbisdom Münster, dat er met harde hand de reformatie onderdrukte. In de 16e eeuw eindigde de bloeitijd van Wildeshausen. Zoals vrijwel overal elders in Duitsland, was de 17e eeuw hier een slechte tijd vanwege o.a. de Dertigjarige Oorlog en enige pestepidemieën. In 1699 werd de stad, en ook het Alexandersticht, protestants; de relieken van St. Alexander van Rome verhuisden naar Vechta. In 1700 kwam de stad aan het Keurvorstendom Brunswijk-Lüneburg. In deze tijd werd het Ambachtsherenhuis (Amtmannshaus) gebouwd en het oude kasteel op de Burgberg gesloopt. 
In de 19e eeuw kwam de stad formeel achtereenvolgens in het Hertogdom Oldenburg, het Groothertogdom Oldenburg en de Vrijstaat Oldenburg te liggen; de facto was dit toen al een onderdeel van eerst het Duitse Keizerrijk en later de Republiek van Weimar. 
In deze tijd volgde de aansluiting op het spoorwegnet (1898), en een vestiging van enige moderne industrie.
In de Tweede Wereldoorlog bleef Wildeshausen voor zware oorlogsschade gespaard.
Van 1960 tot 2007 was Wildeshausen garnizoensstad voor belangrijke onderdelen van de Bundeswehr.
In november 1972 liepen stad en omgeving zware schade op door een orkaan. Zie: Storm van 13 november 1972. In 1977 kreeg Wildeshausen de officiële status van Luchtkuuroord,  en er werden Kneippkuurvoorzieningen aangelegd. Sinds 1988 is de plaats Kreisstadt; voor de vele ambtenaren, die naar Wildeshausen verhuisden, werd een groot kantoorgebouw neergezet.
De stad breidt zich nog steeds langzaam uit met woonwijken voor forensen, die in Bremen of Delmenhorst werken.

## Economie
Wildeshausen is Kreisstadt en dus zetel van veel ambtelijke instellingen.
De fraaie omgeving (Naturpark Wildeshauser Geest) maakt, dat het toerisme, met name dag- en weekendtoerisme vanuit het nabije Bremen, in deze gemeente van belang is.
De landbouw is in de gemeente ook van belang. 
In en om Wildeshausen zijn drie grote ondernemingen gevestigd: een drankengroothandel, een patat- en chipsfabriek, die  o.a. Mc Donalds als klant heeft, en een kippenslachterij.

## Bezienswaardigheden
- De monumentale Alexanderkerk in Wildeshausen zelf, met het ca. 1000 jaar oude gebouw Remter (voormalige refter van het klooster Alexanderstift) er naast
- Het oude raadhuis (13e-15e eeuw, Noord-Duitse baksteengotiek) is nog steeds als zodanig in gebruik; ernaast staat het moderne Stadthaus (stadskantoor) met opvallend carillon.
- Het stadspark Burgberg (met oorlogsmonument) en daarnaast het Kurpark, met Kneippkuurvoorzieningen, gelegen aan de Hunte (Wildeshausen is een Luftkurort (luchtkuuroord))
- In de dorpen nabij de stad staan enige schilderachtige watermolens
- Dampfkornbranntweinbrennereimuseum Wildeshausen (stoom-brandewijnstokerij)
- De omgeving is rijk aan hunebedden en soortgelijke megalieten uit de jonge steentijd; deze liggen vaak in een voor toeristen aantrekkelijke omgeving. Men kan hiervoor de van bezoekersinformatie voorziene Straße der Megalithkultur volgen.
- De fraaie omgeving in het bosrijke Naturpark Wildeshausener Geest
- Op het riviertje de Hunte kan men kanoën en andere watersport bedrijven.
- De streek leent zich goed voor, ook grote, fiets- en wandeltochten; er lopen enige langeafstandswandel- en -fietsroutes langs Wildeshausen.

## Geboren in Wildeshausen
- Georg Aportanus, alias Jürgen vam Dare, (* ca. 1495 in Wildeshausen; † najaar 1530 in Emden) theoloog en reformator in Oost-Friesland: hij had zijn opleiding bij de Broeders van het Gemene Leven te Zwolle genoten, werd in 1524 protestant en nam in 1526 aan een theologisch dispuut te Oldersum (Oost-Friesland) deel
- Wigald Boning (1967), komiek, presentator, musicus

## Galerij

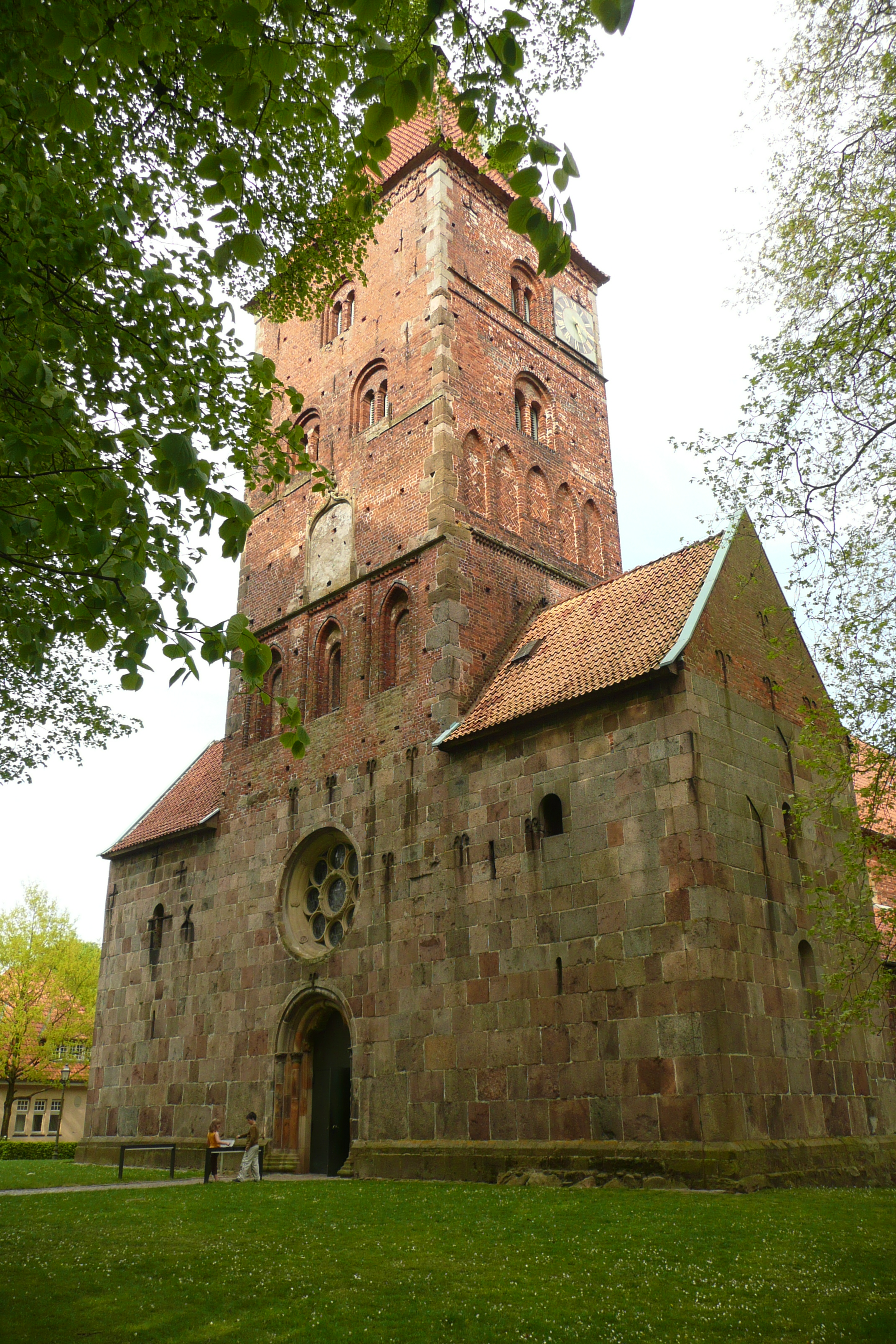
De Alexanderkerk
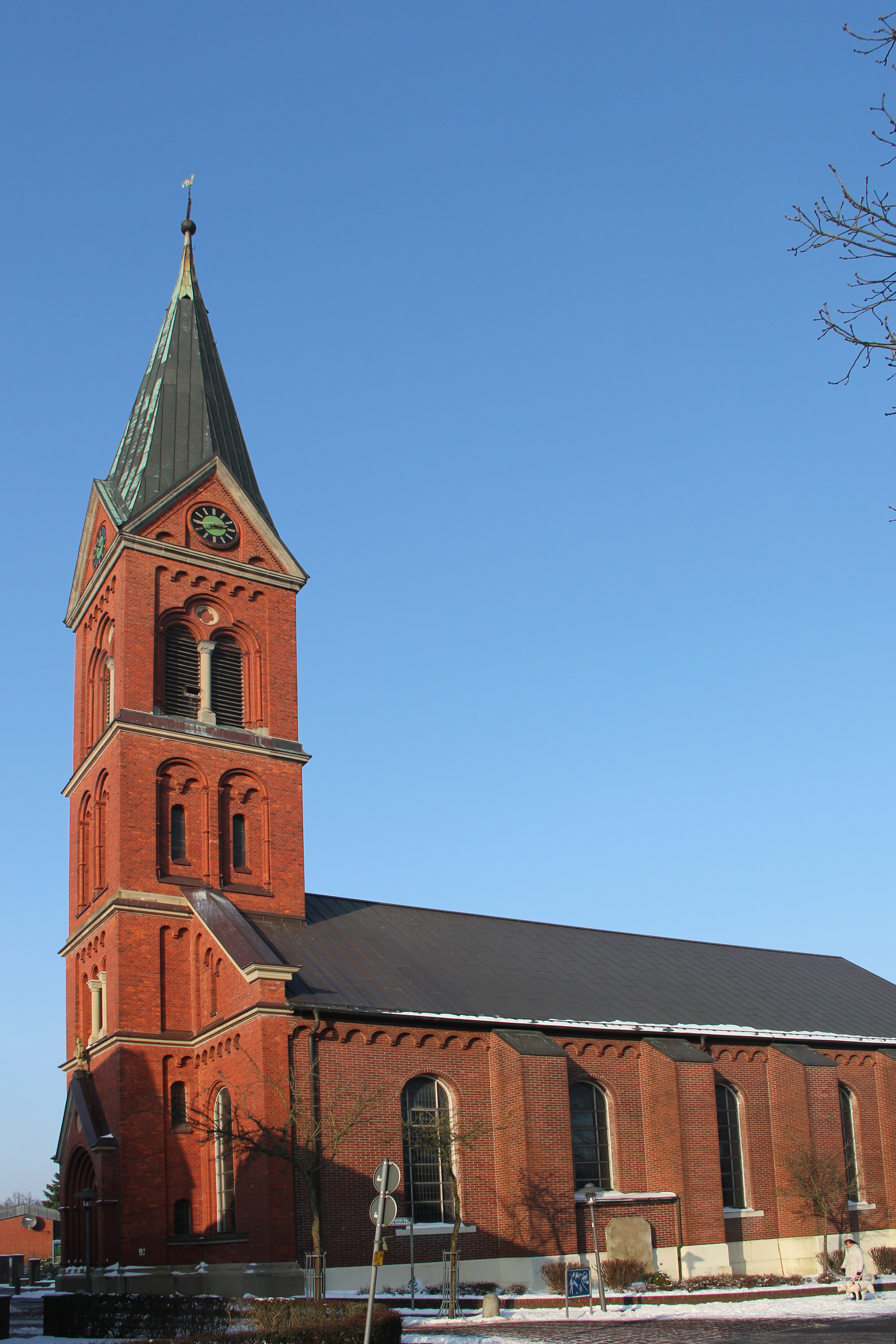
Katholieke kerk St. Petrus en Paulus (19e-20e eeuw) in Wildeshausen
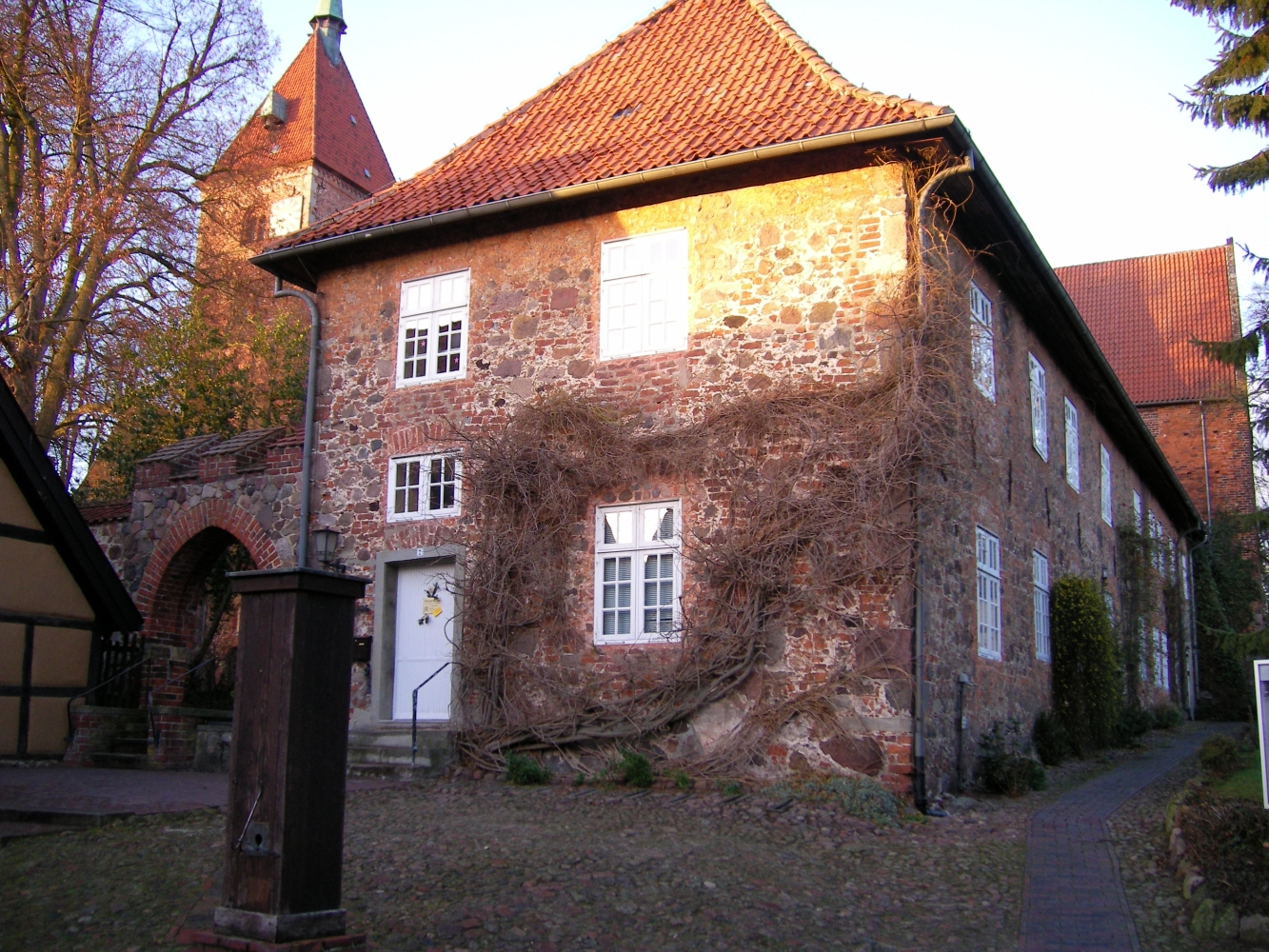
Het Remter, het oudste gebouw in Wildeshausen
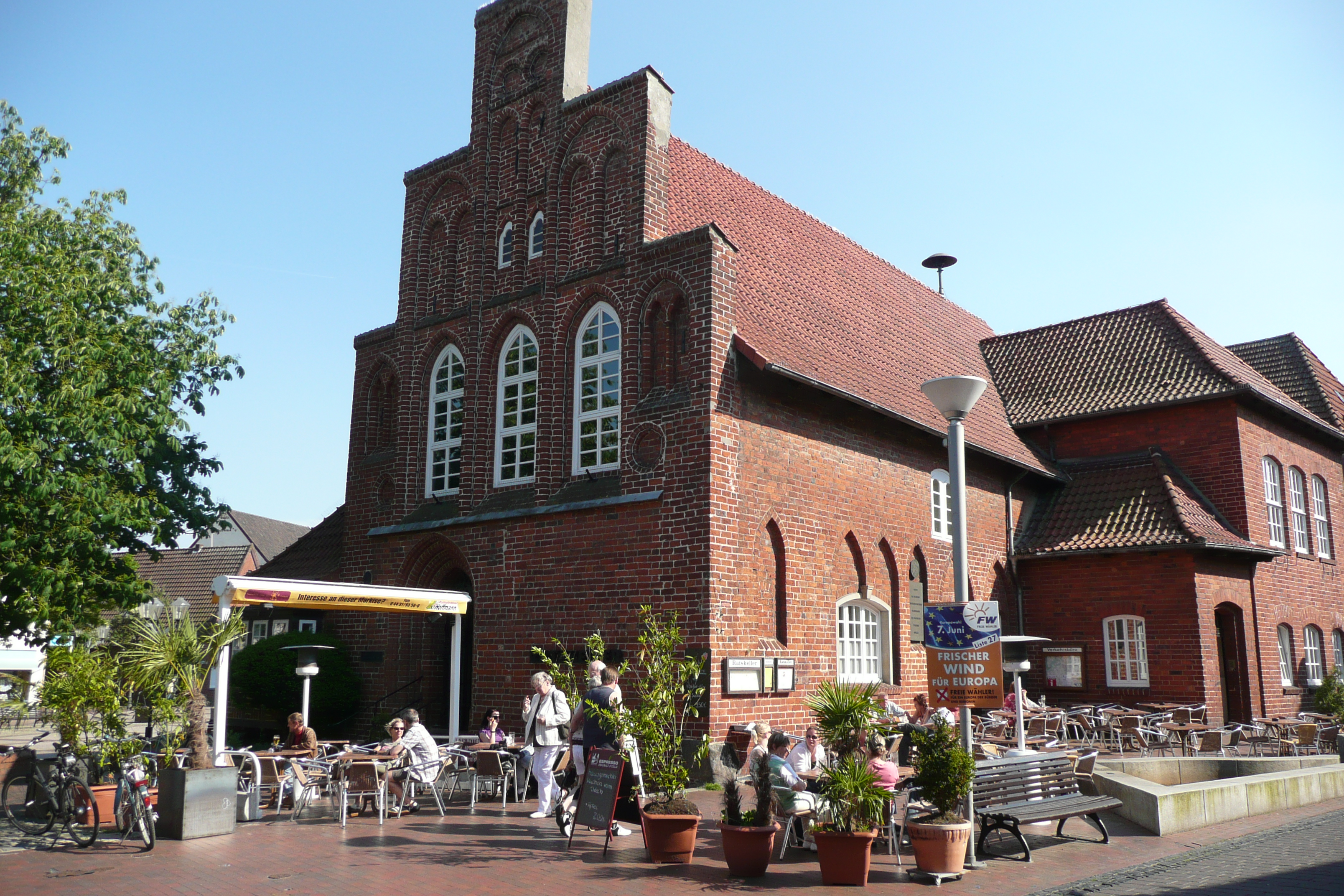
Oude raadhuis
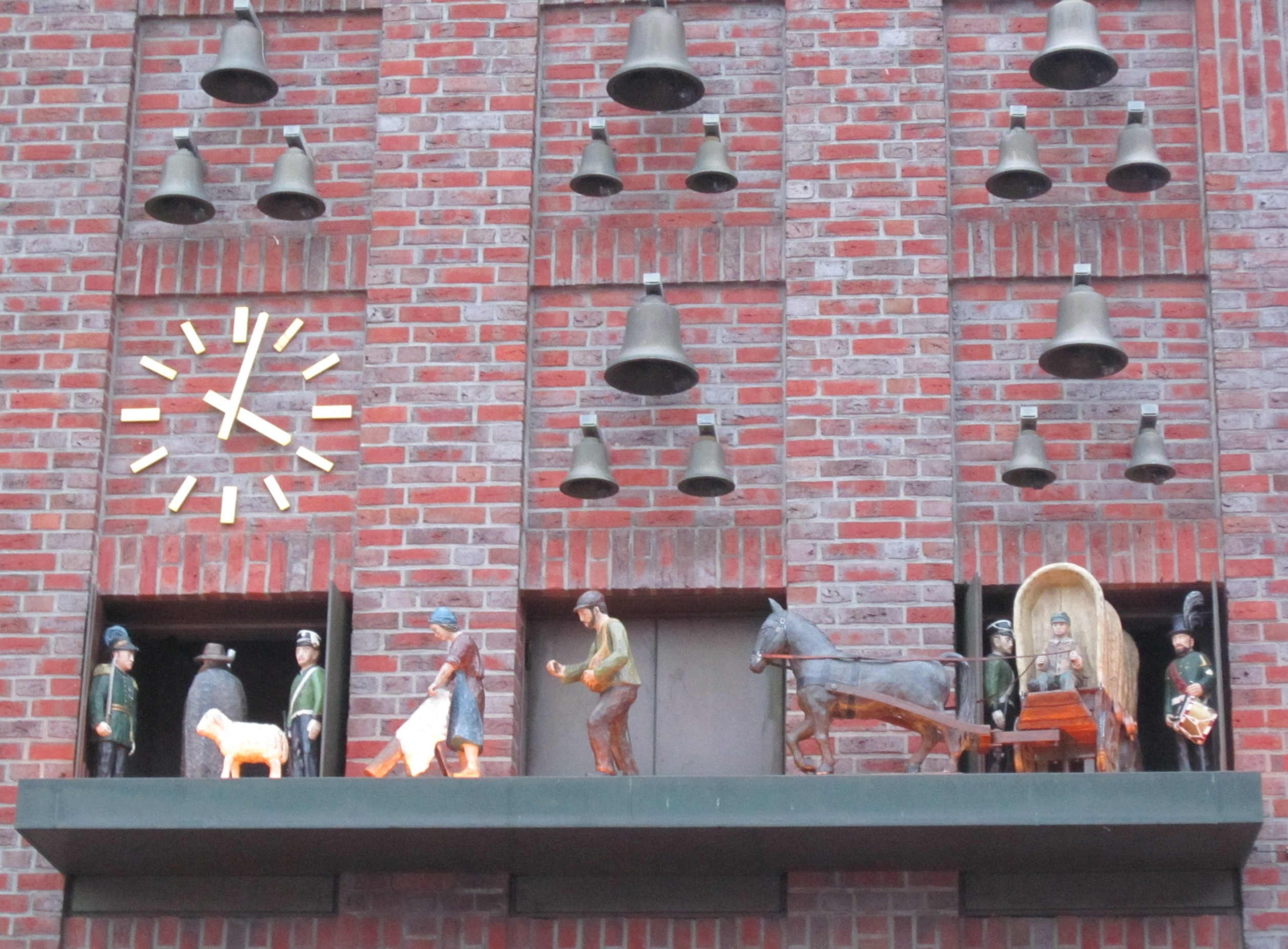
Carillon aan het Stadthaus
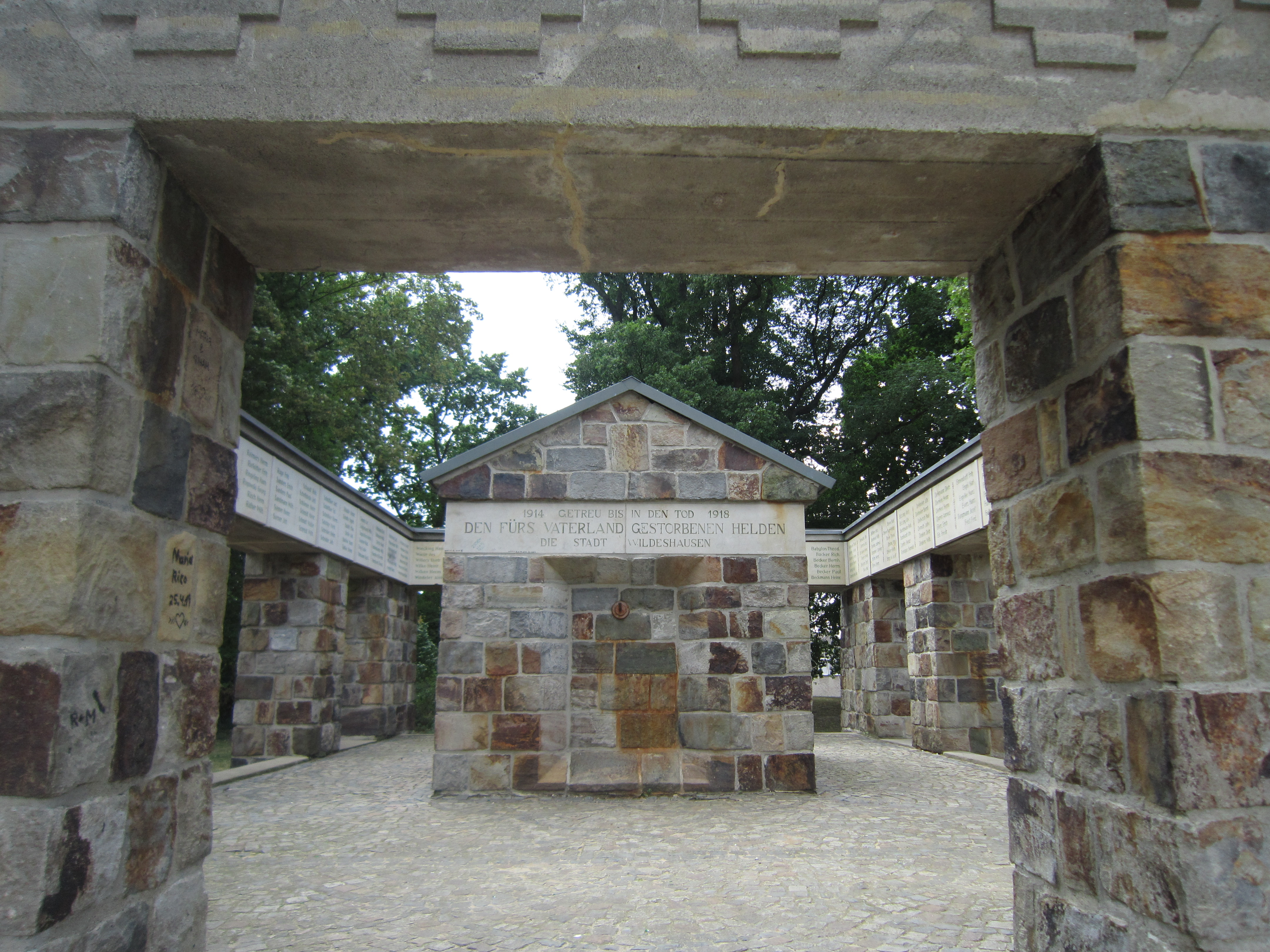
Gedenkplaats op de  Burgberg
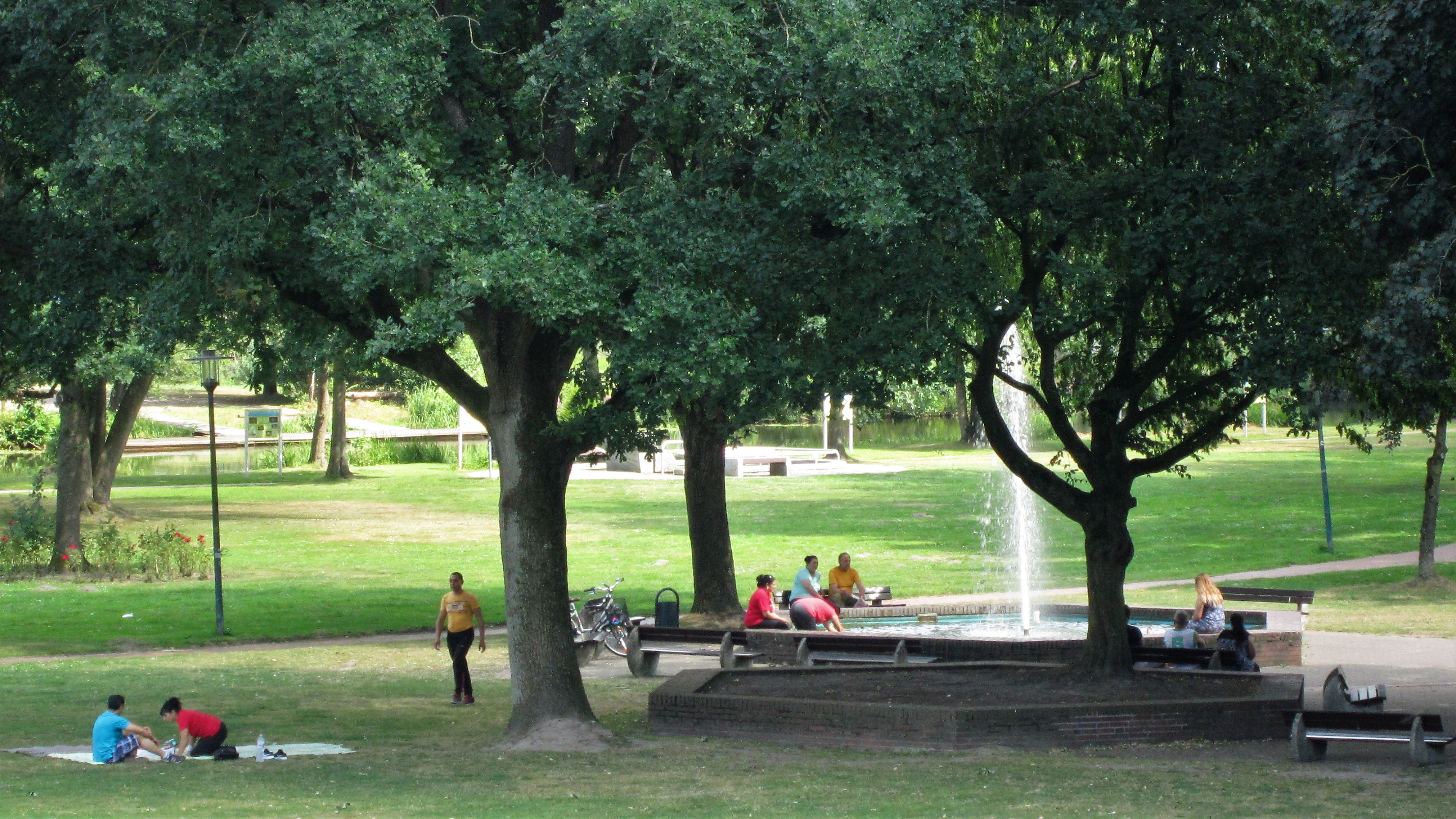
Gezicht vanaf de Burgberg op de kuurinrichting
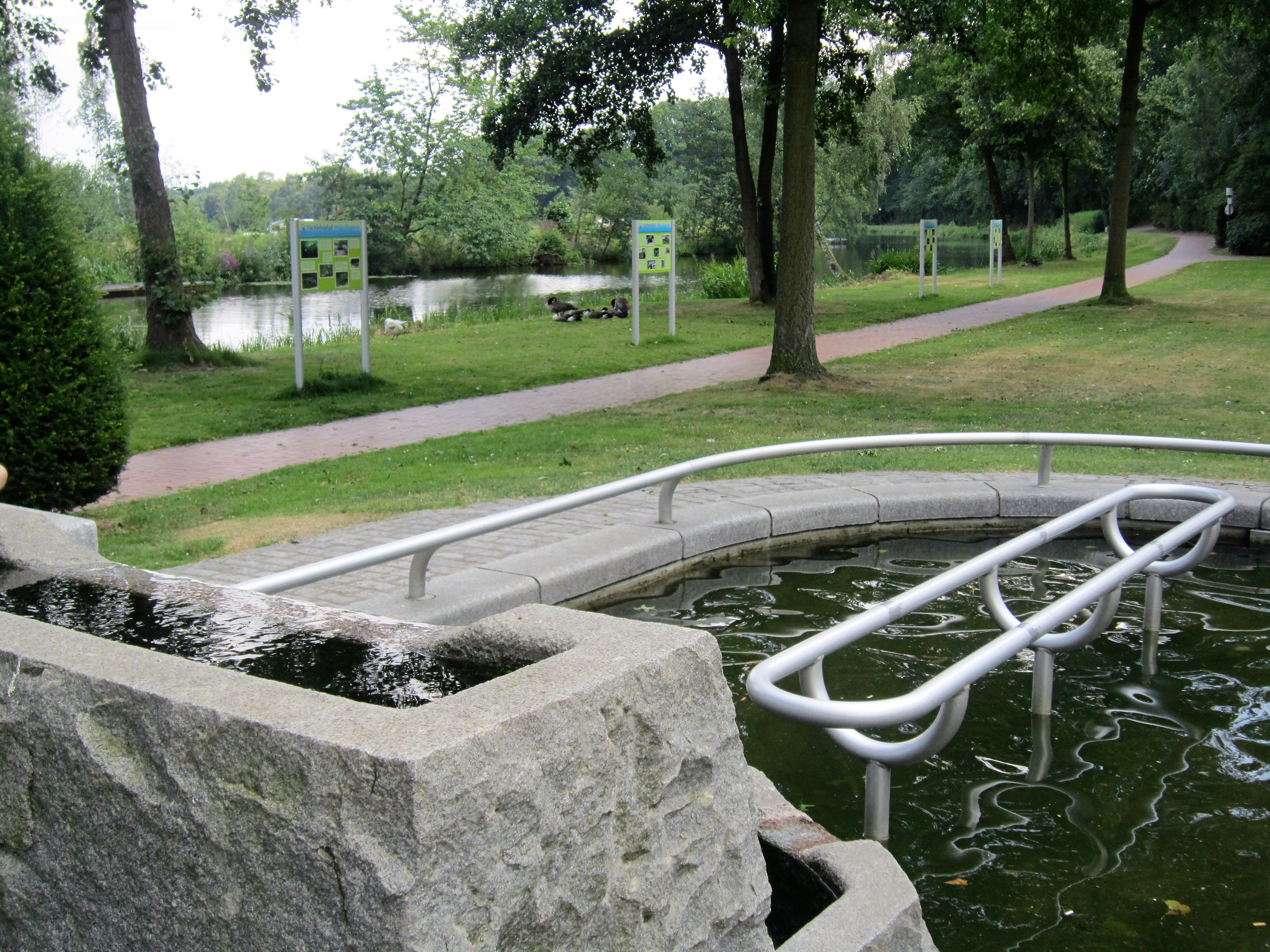
Kneipp-watertrappelbekken in het zuidoosten van het Kurpark
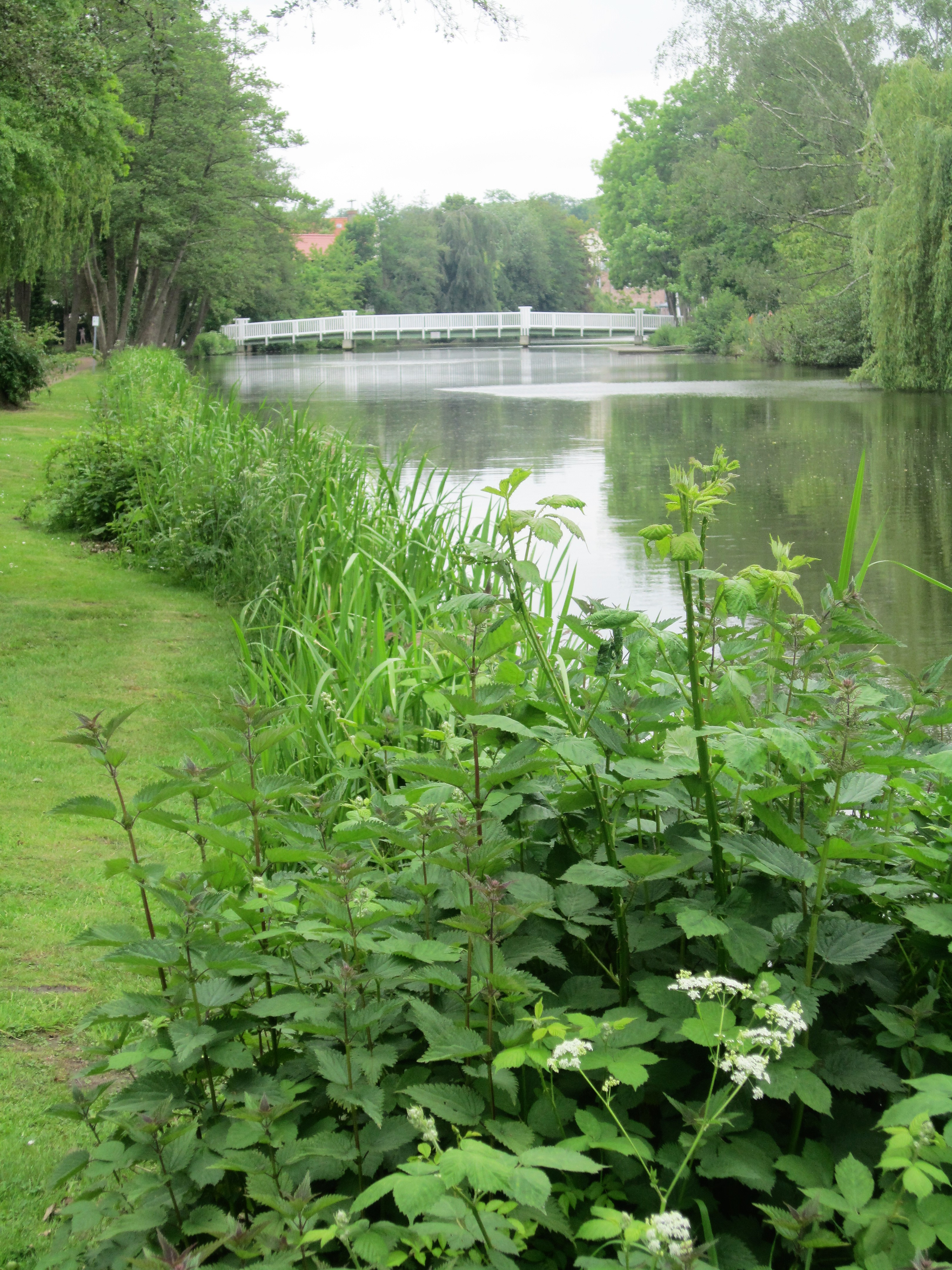
Gezicht vanaf het Kurpark op de Hunte
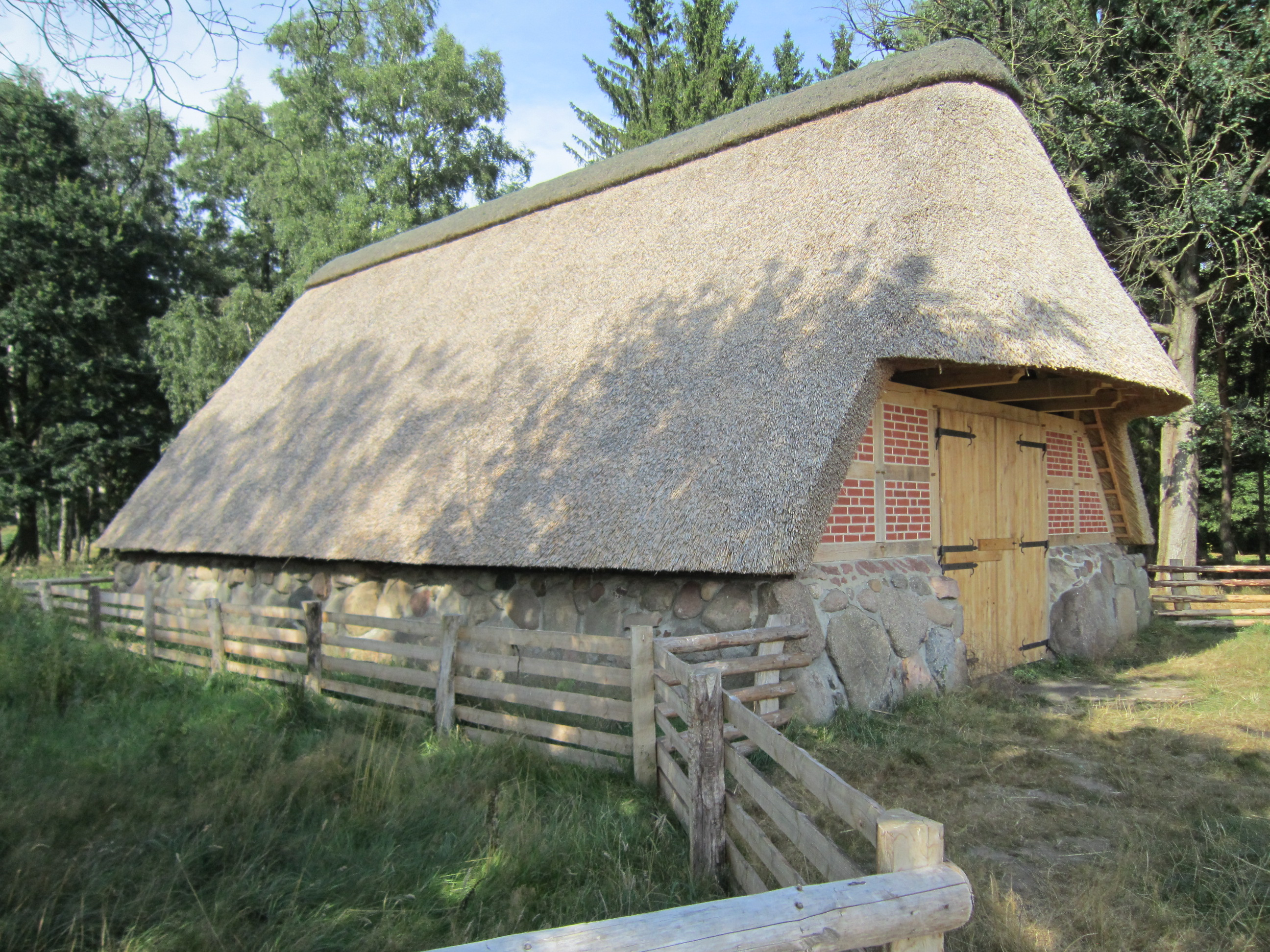
Schaapskooi aan de  noordrand van het Pestruper Grafveld
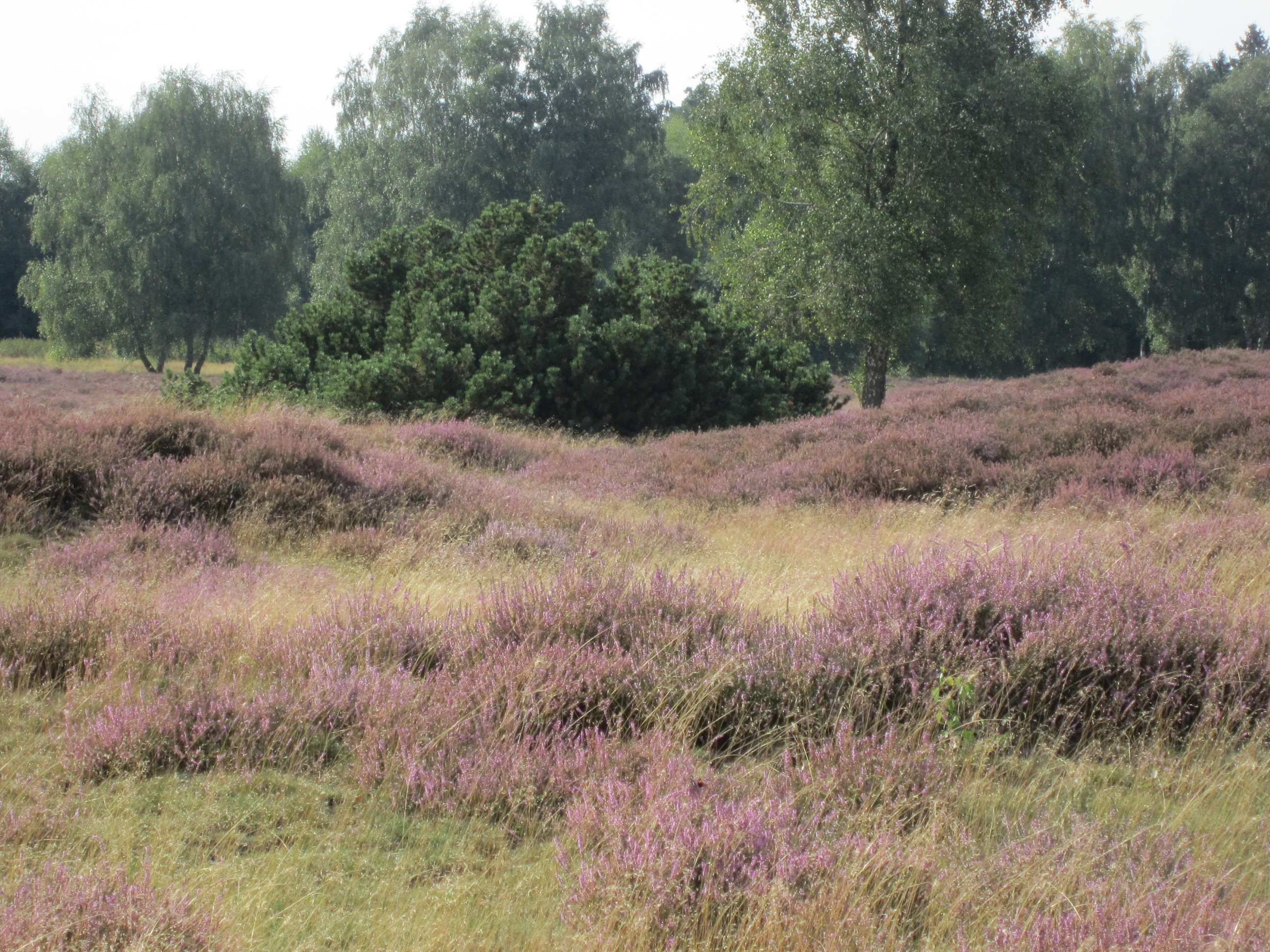
Heide in bloei
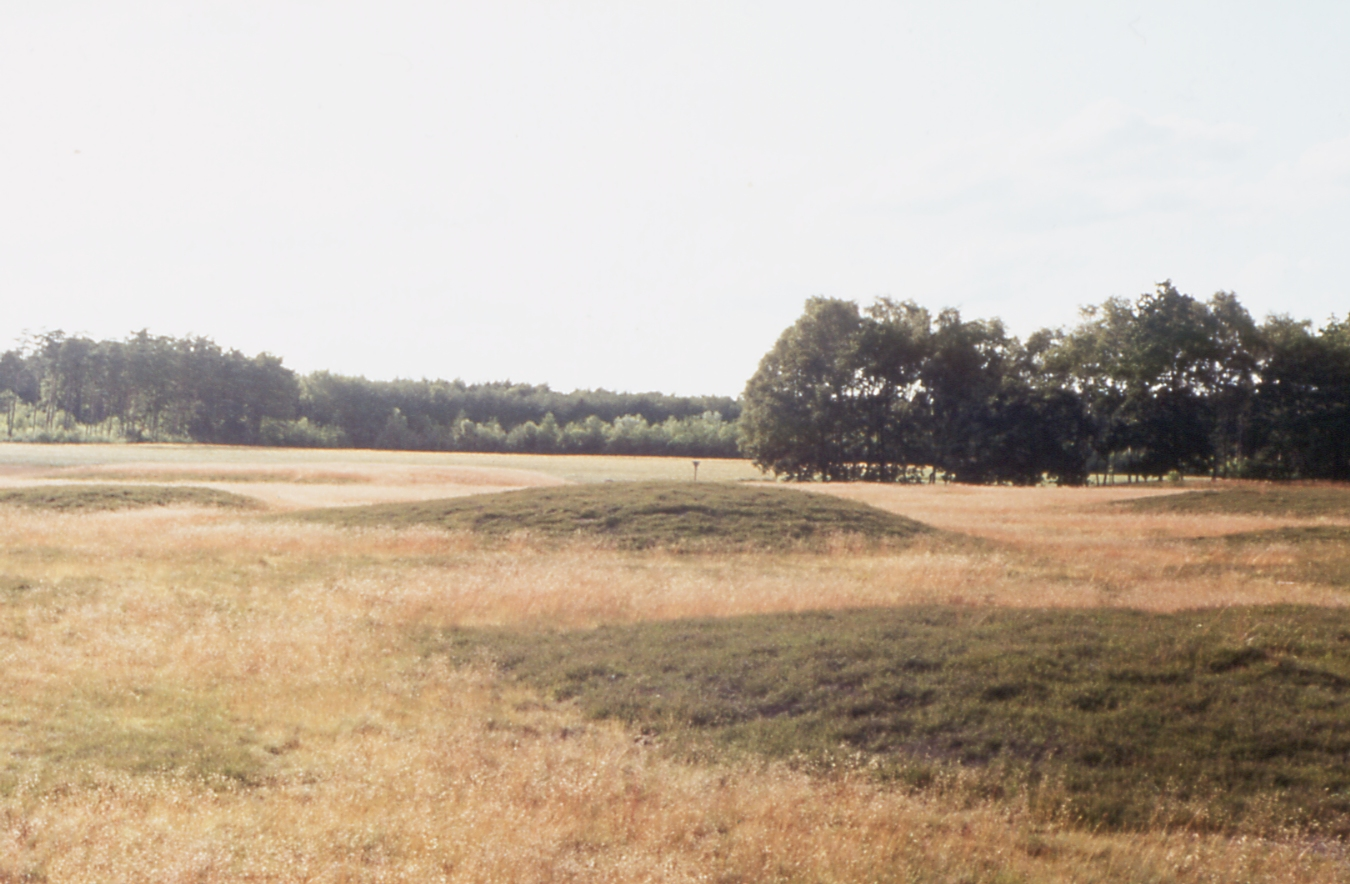
Het Pestruper Grafveld
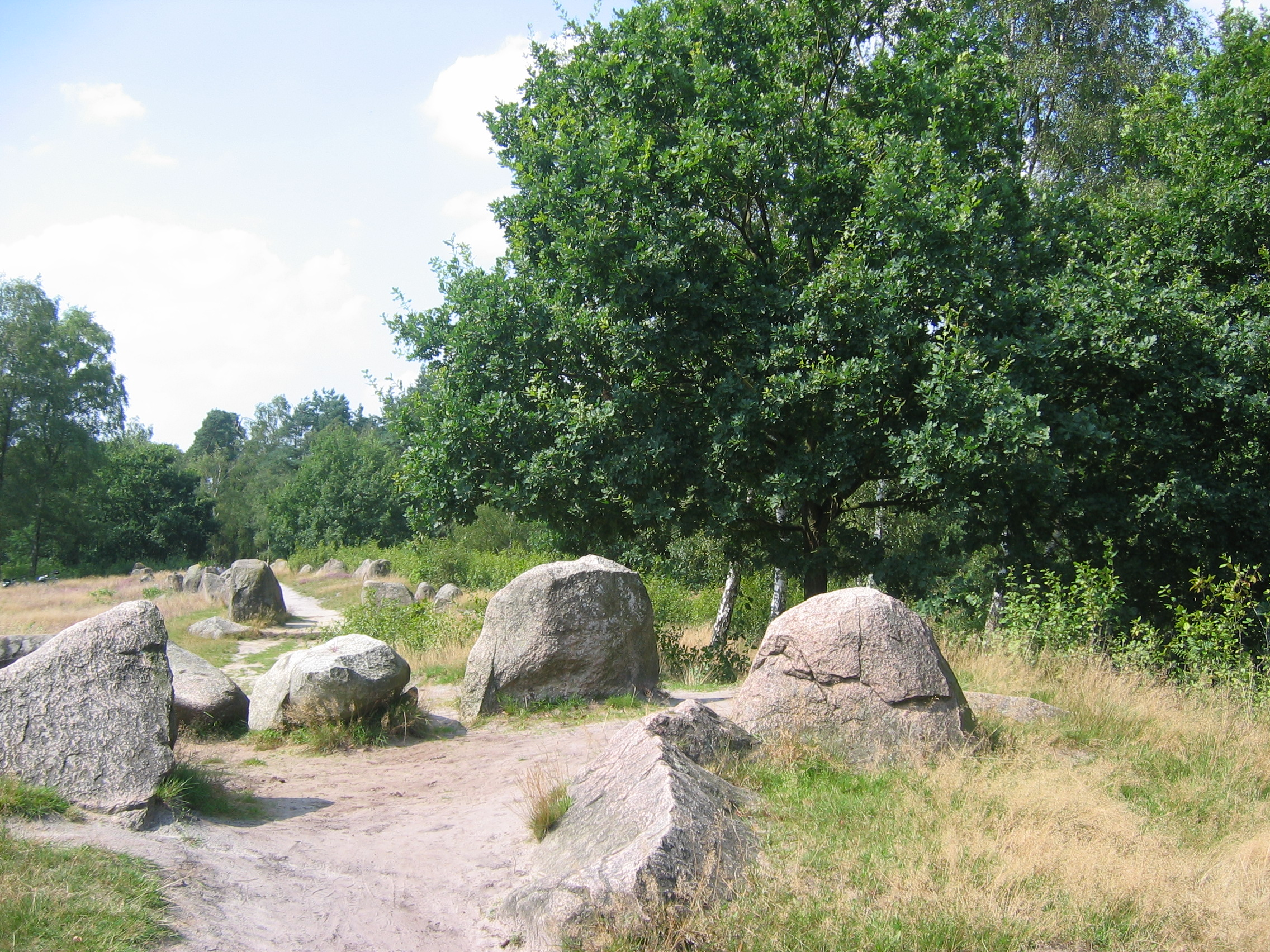
Megaliet Glaner Braut
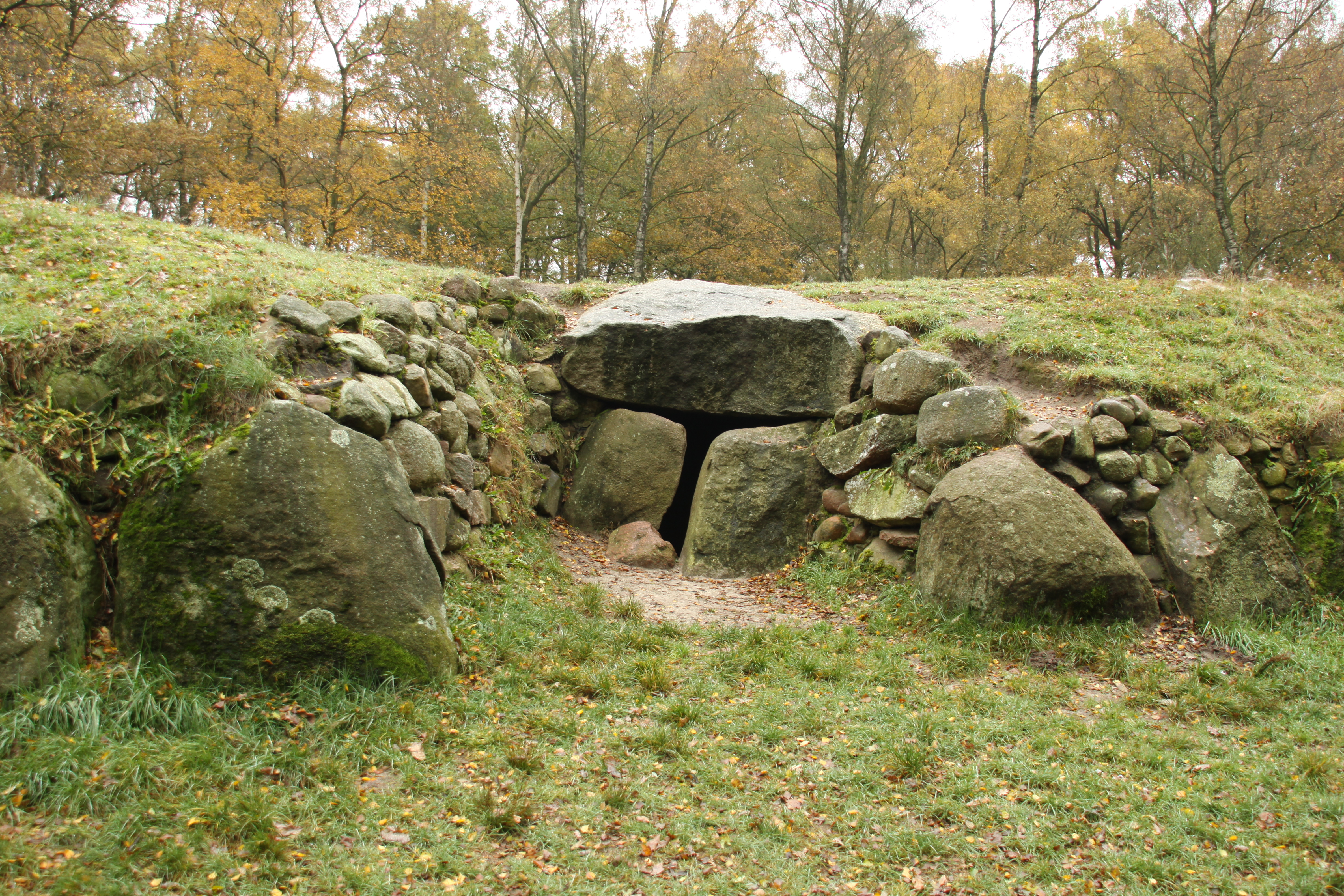
Kleinenkneten
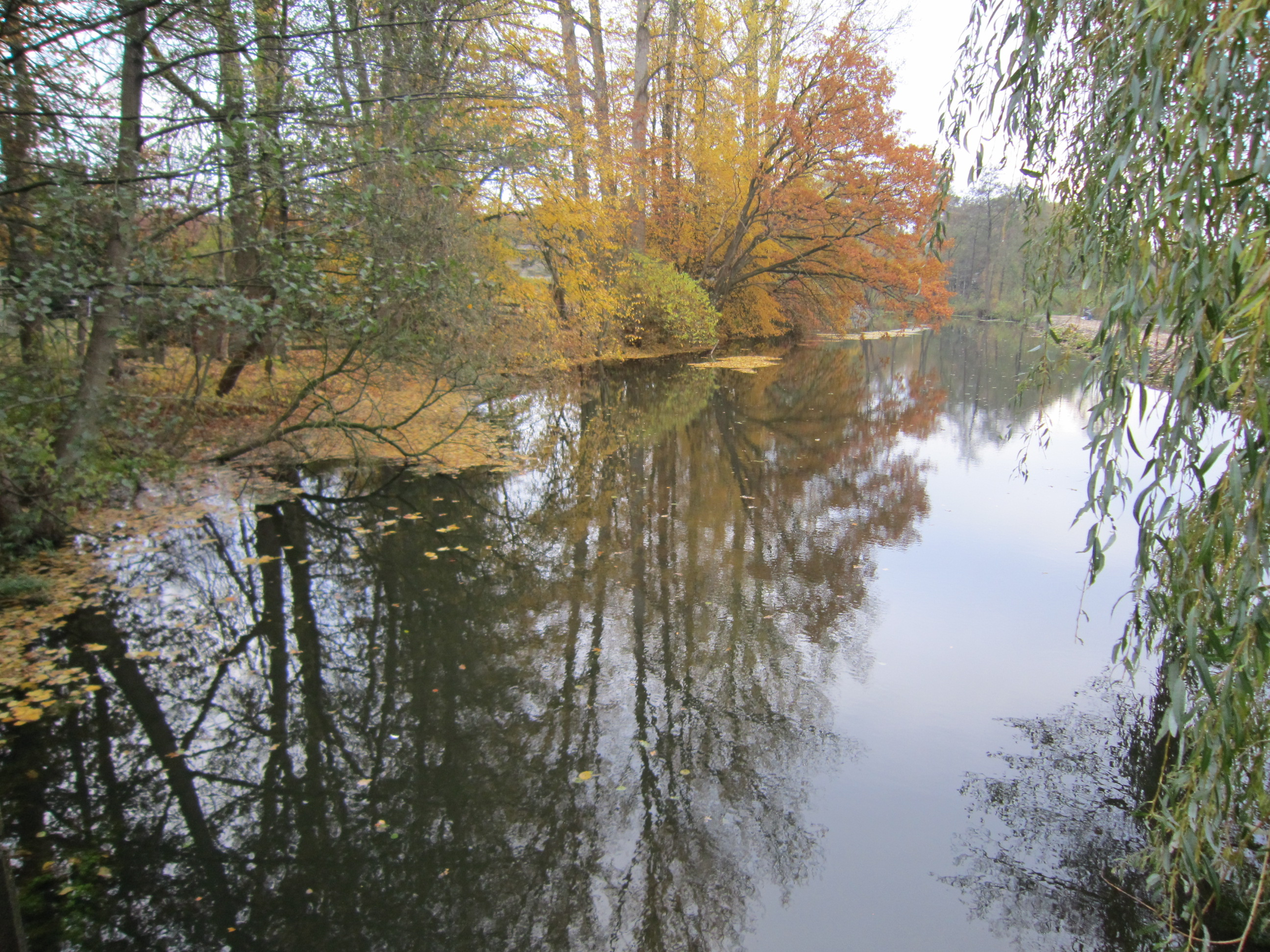
Vijver van de watermolen te Aumühle
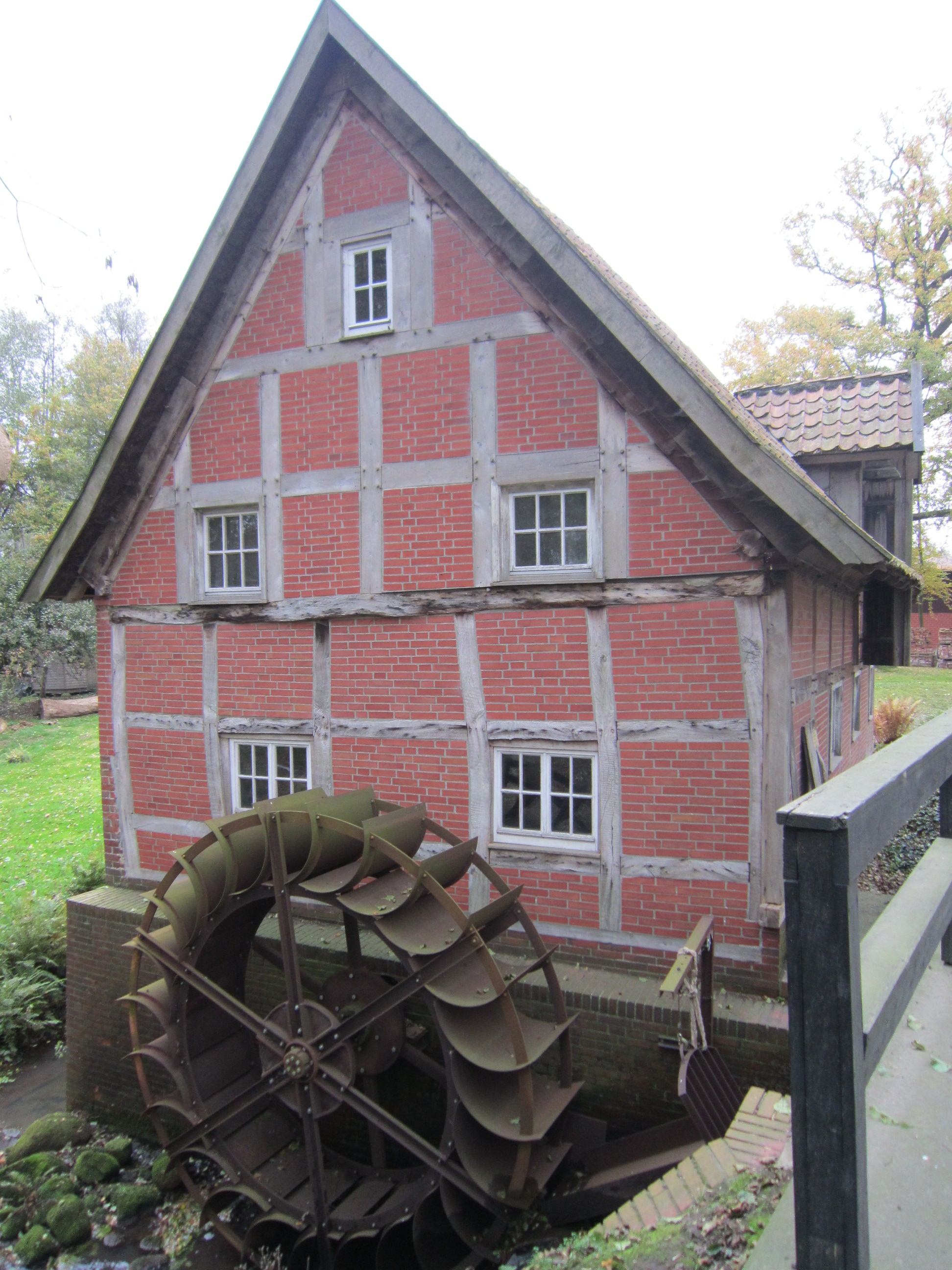
Watermolen te Heinefelde

- Bibliothèque nationale de France: cb122187167 (data)
- Gemeinsame Normdatei: 4066114-3
- Library of Congress Control Number: n82125181
- MusicBrainz: 12dd135a-1b7a-475f-8496-769fb3505de3
- Nationale Bibliotheek van Tsjechië: ge1092910
- Nationale Bibliotheek van Israël: 987007559715805171
- Virtual International Authority File: 136067599
- WorldCat: E39PBJk4DdQcJ8RKhDWxwTkRrq

Beckeln · 
Colnrade · 
Dötlingen · 
Dünsen · 
Ganderkesee · 
Groß Ippener · 
Großenkneten · 
Harpstedt · 
Hatten · 
Hude (Oldb) · 
Kirchseelte · 
Prinzhöfte · 
Wardenburg · 
Wildeshausen · 
Winkelsett